# Cédric Ravanel
Cédric Ravanel (nascido em 26 de novembro de 1978) é um ciclista de montanha profissional francês. Conquistou duas medalhas de prata na corrida de cross-country masculino no Campeonato Mundial UCI de 2004, em Los Angeles, Estados Unidos, e na segunda etapa da série Copa do Mundo UCI de 2007, em Ofemburgo, Alemanha. Ravanel também representou sua nação, França, nos Jogos Olímpicos de Verão de 2008 em Pequim, China, terminando na décima quarta posição.
Ravanel foi qualificado pela seleção francesa, juntamente com seus compatriotas, Jean-Christophe Péraud e atual campeão olímpico, Julien Absalon, na corrida de cross-country masculino nas Olimpíadas de Pequim 2008, ao receber uma das três vagas disponíveis da Federação Francesa de Ciclismo (em francês:  Fédération Française de Cyclisme) e da União Ciclística Internacional (UCI) com base em seu melhor desempenho no Campeonato Mundial, série de Copa do Mundo, e posições mundiais de mountain bike.